# Afonso Teles Raposo
Afonso Teles Raposo (em castelhano: Alfonso Téllez de Meneses "el Raposo"; c. 1280 — Batalha do Salado, 30 de outubro de 1340) foi um rico-homem medieval do Reino de Castela e também no Reino de Portugal onde foi Alcaide-Mor do Castelo de Marvão. Esteve envolvido na fundação do Mosteiro de Odivelas. Foi vassalo do infante D. Afonso antes e depois de este ser rei de Portugal com o nome de D.Afonso IV.

## Relações familiares
Foi filho de Gonçalo Anes Raposo e de  Urraca Fernandes de Lima, filha de Fernão Anes de Lima e de Teresa Anes de Sousa.

## Matrimónio e descendência
Casou com Berengária Lourenço de Valadares, filha de Lourenço Soares de Valadares e de Sancha Nunes de Chacim, de quem teve:
- Martim Afonso Telo de Meneses (m. Toro, 26 de Janeiro de 1356), mordomo-mor da rainha Maria de Portugal,[1] casado com Aldonça Anes de Vasconcelos, filha de João Mendes de Vasconcelos,[4] alcaide-mor de Estremoz e de Aldara Afonso Alcoforado;
- João Afonso Telo de Meneses (m. em Dezembro de 1381), 1.º conde de Ourém e 4.º conde de Barcelos por carta de 10 de Outubro de 1357,[1] casado com Guiomar Lopes Pacheco;[2]
- Maria Afonso Telo casada com Gonçalo Mendes de Vasconcelos,[5] alcaide-mor de Coimbra.